# El Carrizal Grande
El Carrizal Grande är en ort i Mexiko.   Den ligger i kommunen Ciudad del Maíz och delstaten San Luis Potosí, i den centrala delen av landet, 300 km norr om huvudstaden Mexico City. El Carrizal Grande ligger 1 350 meter över havet och antalet invånare är 190.
Terrängen runt El Carrizal Grande är lite kuperad. Runt El Carrizal Grande är det glesbefolkat, med 11 invånare per kvadratkilometer. Närmaste större samhälle är Ciudad del Maiz, 16,7 km norr om El Carrizal Grande. I omgivningarna runt El Carrizal Grande växer huvudsakligen savannskog.